# Verizon Wireless
Verizon Wireless è una società con sede a Basking Ridge (New Jersey) interamente controllata da Verizon Communications, è il più grande provider di telecomunicazioni wireless degli Stati Uniti. Nell'aprile del 2015 Verizon Wireless ha fornito servizi wireless a circa 133,5 milioni di abbonati.
La società era in origine una joint venture di Bell Atlantic (Verizon Communications) e la società britannica Vodafone, tuttavia il 2 settembre 2013 Verizon Communications ha acquistato la partecipazione di Vodafone per 130 miliardi di dollari.